# Kamancheh
Kamancheh er et iransk strenginstrument, der også bruges i armensk, aserbajdsjansk, tyrkisk og kurdisk musik og relateret til rebab, den historiske stamfar til kamancheh og også til den byzantinske lyra, stamfar til den europæiske violinfamilie. Strengene spilles med en Bue med variabel spænding.